# Scopolia japonica
Espèce
Synonymes
- Scopolina japonica Kuntze[2]

Scopolia japonica, la scopolie du Japon ou belladone du Japon, est une espèce de plantes dicotylédones de la famille des Solanaceae, sous-famille des Solanoideae, originaire d'Extrême-Orient (Corée, Japon). Ce sont des plantes herbacées vivaces, rhizomateuses, aux fleurs rouge foncé, pouvant atteindre 40 à 60 cm de haut. Ces plantes sont toxiques du fait de leur teneur élevée en  alcaloïdes tropaniques, en particulier la scopolamine et l'hyoscyamine.